# Польская литература
Польская литература — литература, написанная на польском языке либо литература польского народа и Польши, написанная преимущественно на польском языке.

## Средневековаялитература
Славянские племена, населяющие лесистую и болотистую равнину между Балтийским морем и Карпатами, Одером, Бугом и Саном, первоначально не имели одного общего, объединяющего всех их названия — поляки. Это были поморяне, поляне, висляне, мазуры и т. д. Русь всех их называла ляхами. У этих народов не было письменности. Искусство письма пришло к ним одновременно с христианством, пришедшим в 966 году. Но в то время как христианство, шедшее из Византии, сразу стало проповедовать и писать на славянском языке, христианство, шедшее из Рима, пользовалось исключительно латинским языком. В Польше, принявшей христианство от Рима, духовенство, особенно высшее, вплоть до XII века состояло из людей иностранного происхождения, преимущественно немецкого и чешского. И лишь позднее среди высшего духовенства постепенно стали появляться и поляки. Однако и они писали на латинском языке.
В таких условиях существовала лишь церковная письменность; записывалось только то, что служило на пользу феодалам или церкви. В силу этого от древней устной литературы, которая должна была существовать в Польше, так же как и в других странах, дошли до нас лишь народные песни и сказания. Церковь сознательно преследовала древние народные предания как языческие.
Римско-католическое богослужение совершалось только на латинском, то есть на языке, совершенно непонятном массам верующих. Только позднее борьба с народными бунтами заставила церковь обратиться к массовой «миссионерской» работе среди всё ещё языческого крестьянства и ввести «дополнительное богослужение» — проповеди и песни, распеваемые не только священником, но и всем народом, — на общепонятном, то есть польском языке.
Древнейший памятник польской литературы — это церковная и боевая песнь, представляющая молитву, обращённую к Богоматери и начинающуюся словами: «Богородица-дева». Возникла она по-видимому во второй половине XIII века, но дошедший до нас самый древний её список относится к началу XV века.
Кроме этой песни сохранились также отрывки францисканских (латиноязычных) проповедей в записях, относящихся к XIV веку. Проповеди эти известны под названием проповедей Святого Креста, — по местности, где хранились эти проповеди (монастырь на Лысой горе, позднее названной горой Св. Креста). Они представляют собой краткие конспекты, которые ксендзы развивали, произнося проповеди.
Возникновение латинской литературы в Польше относится уже к концу X века. Это так называемые «ежегодники» (летописи) — записи об исторических событиях, производившиеся ксендзами. Древнейшие ежегодники утеряны. Первый польский летописец, работы которого сохранились до нашего времени, был иностранцем, по всей вероятности венгром. В Польше его считали французом, и отсюда его прозвище Галлюс. Летопись его доведена до 1113 года.
Первым автором-поляком был Винцент Кадлубек, краковский епископ, уроженец Сандомирской земли. По поручению короля Казимира Справедливого Кадлубек написал историю Польши. Сочинение Кадлубека — это летопись, доведённая до начала XIII века.
XIII век — век массового «обращения» польских крестьянских масс в христианство — был одновременно веком полонизации католической церкви. В среде высшего духовенства появляется всё больше поляков. В XIII веке происходят также глубокие хозяйственные изменения. В окрестностях замков начинают развиваться городские поселения. Вследствие изменившихся экономических условий прекращается обычный до того времени экспорт невольников. Усиленно заселяются города и пустующие земли. Пришельцами являлись преимущественно немцы, которые приносили с собой более высокую сельскохозяйственную культуру, создавали ремёсла и торговлю. Обычаи и феодальные учреждения также приходят из Германии. Влияние немецкого языка на польский было очень велико. Ещё в XIV веке в рыцарских замках, монастырях и в городах процветал немецкий язык. Писали теперь уже значительно больше, но по-прежнему исключительно по-латыни. Самым значительным произведением того времени является летопись Янка из Чернкова.
XV век — это эпоха наибольшего могущества польского государства и вместе с тем эпоха перемен во внутренней структуре государства. Весьма значительно возросла зажиточность городов, а также зажиточность и хозяйственное значение средней шляхты. Поднимается уровень образования. В 1400 году основывается Краковский университет, так называемая Академия, которая выпускает не только теологов. Академия того времени славится такими учёными, как, например, астроном Войцех из Брудзева, лекции которого в конце XV века посещал Николай Коперник. В Краковской академии преподавалась прежде всего схоластика; языком преподавания, как и во всех школах того времени, была латынь. Стало, однако, уделяться большее внимание и польскому языку. Один из ректоров Академии Якуб Паркош написал латинский трактат и польское стихотворение о польской орфографии, которую он старался унифицировать.
Из Краковской академии вышел известнейший писатель XV века, краковский каноник, Ян Длугош ([1415—1480]). Главное его произведение — «Летопись Польши», начинающаяся с древних времён и доведённая почти до смерти её автора.
Несмотря на то, что Краковская академия занималась главным образом схоластикой, уже в первой половине XV века в Академию начинают проникать из Италии гуманистические веяния. Первыми польскими гуманистами в Краковской академии были — Ян из Лудзиска и Григорий из Санока. Ян из Лудзиска, доктор и профессор медицины, был первым в Польше почитателем Цицерона и сам прославился как знаменитый оратор. Григорий из Санока (умерший в сане львовского архиепископа в 1477) читал в Академии лекции об идиллиях Вергилия.
Гуманизм вообще оказал на литературу XV века небольшое влияние, но существует произведение, на котором гуманизм оставил глубокий след. Произведение это носит название «Monumentum pro rei publicae ordinatione» (Мемориал [неизвестный термин] об устройстве Речи Посполитой). Автором мемориала был Ян Остророг (ум. в 1501). Его сочинение содержит критику католической церкви с точки зрения интересов государства и критику некоторых польских государственных учреждений. Это — начало политической литературы и политической публицистики в Польше.
В то время, когда польско-латинская проза XV века достигает уже уровня таких произведений, как «Летопись» Длугоша и трактат Остророга, собственно польскую прозу составляют почти исключительно переводы различных религиозных сочинений, сделанные с латинского языка, чаще всего не по подлиннику, а по чешским переводам. Эти произведения таким образом являлись в сущности памятниками не польской литературы, а польского языка, на который в то время очень большое влияние оказывал чешский язык. Важнейшим языковым памятником этого рода является Библия королевы Софии, называемая также «шарошпатацкой» Библией.
Польская поэзия XV века богаче прозы. Сюда прежде всего относятся религиозные песни, сочинявшиеся для женщин и людей необразованных, не знавших латыни. Песен этих сохранилось довольно много. Авторы их по большей части неизвестны. Среди них выдвигается имя Владислава из Гельнёва. Кроме религиозных песен сохранились ещё легенды XV века, написанные стихами. Среди них лучше всего обработана легенда о святом Алексии. Сохранилась также (со второй половины XV века) сатира на крестьян, автор которой — шляхтич — упрекает их в лени и в недоброжелательном отношении к господам.